# Богун. Адвокатські розслідування
«Богун. Адвокатські розслідування» — перший українськомовний детективний телесеріал, що йшов з 6 вересня 2008 по жовтень 2010 на каналі ICTV. Знятий за форматом популярно німецького детективного серіалу «Lenssen & Partners».

## Синопсис
У серіалі йдеться про будні приватного детективного агентства «Богун», котре назване ім'ям головного героя, у минулому працівника спецслужб, а сьогодні адвоката. Разом зі своєю командою Олександр Богун проводить власні розслідування заплутаних кримінальних і побутових злочинів.

## Про серіал
Канал ICTV викупив лише перші 30 серій проекту і по закінченню їхнього показу не став замовляти додаткові серії.
Роль детектива Богуна грає режисер серіалу Олександр Даруга. Детектива агентства Віктора зображує Володимир Осадчий, актор Театру російської драми ім. Лесі Українки, а в ролі слідчої Юлії дебютувала студентка другого курсу факультету телережисури КНУКіМ Ольга Князєва.
Вперше в ефір серіал вийшов восени 2007 року. Після першого сезону телеканал ICTV зняв серіал з показу. Станом на липень 2012 року серіал вважається втраченим.
Режисер — Олександр Даруга. У головних ролях — Ольга Князєва та Володимир Осадчий.